# Kokoskrab
De kokoskrab, palmendief of klapperdief (Birgus latro) is een kreeftachtige die behoort tot de heremietkreeften (Paguroidea). Het is de enige soort uit het geslacht Birgus. De kokoskrab verlaat in tegenstelling tot de meeste tienpotige kreeftachtigen de zee als jonge kreeft en leeft daarna uitsluitend op het land. De kokoskrab graaft holen in de bodem en kan ook goed klimmen. Het is de grootste op het land levende kreeftachtige en tevens de grootste bekende heremietkreeft.
De naam kokoskrab is misleidend; de soort behoort niet tot de krabben (Brachyura) maar tot de heremietkreeften. Daarnaast leven de dieren niet alleen van kokosnoten en zijn ze ook niet in staat deze te kraken met de scharen, zoals wel wordt beweerd. Ze krabben echter de vezelige schil open. De kokoskrab is een alleseter die leeft van afgevallen fruit, zaden, aas en kleine prooidieren. De kreeft leeft in bossen maar komt ook voor in de bebouwde omgeving, waar hij afval zoekt om zich mee te voeden. Jonge kokoskrabben hebben veel vijanden. Voor volwassen dieren is de mens de belangrijkste bedreiging. Niet alleen het vangen van de kreeft voor consumptie, maar ook verstoring van het biotoop en door de mens geïntroduceerde dieren vormen een gevaar; zie het kopje De kokoskrab en de mens.

## Naamgeving en taxonomie
Het eerste deel van de Nederlandstalige naam kokoskrab verwijst naar het leven in kokospalmen en de gewoonte kokosnoten te eten. Ook de naam klapperdief verwijst hiernaar, klapper is een andere naam voor kokos. Er zijn hiernaast meerdere Nederlandstalige namen voor de soort, zoals palmendief, ganjokrab, kokosdief en kokospalmkreeft.

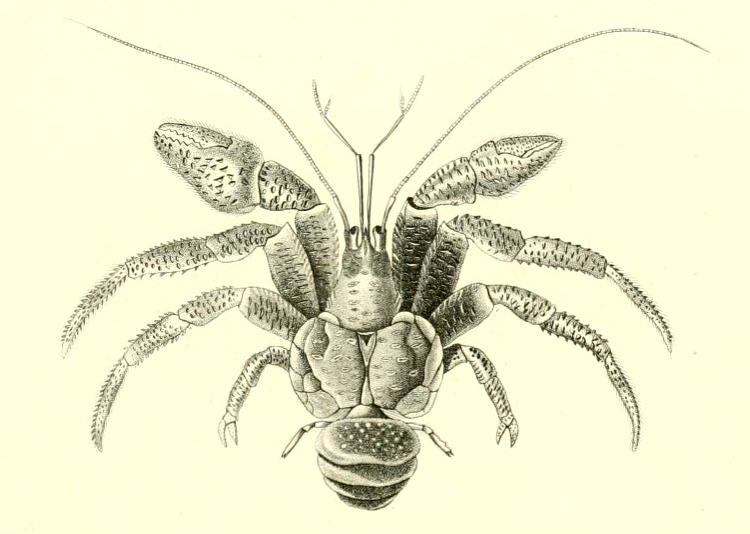
Tekening van een kokoskrab door Georges Cuvier uit 1829.

Verspreidingsgebied in het blauw.
Rode stip: belangrijke populatie.
Gele stip: secundaire populatie.

De kokoskrab werd voor het eerst wetenschappelijk beschreven door Linnaeus in 1758. Linnaeus gaf de kreeft de naam Cancer latro, latro is Latijn voor 'dief'. Later is eerst de geslachtsnaam en ten slotte ook de soortnaam veranderd. Een andere verouderde wetenschappelijke naam, ook wel synoniem genoemd, is Birgo latus.
De kokoskrab behoort tot de onderstam kreeftachtigen (Crustacea) en de klasse Malacostraca, de hogere kreeften. De soort wordt verder ingedeeld bij de orde tienpotigen (Decapoda) en de infraonderorde Anomura. Het overgrote deel van de vertegenwoordigers van deze groep leeft in zee, slechts een klein aantal soorten is in staat zich op het land te handhaven. De heremietkreeften waartoe de kokoskrab behoort vormen een uitzondering op deze regel; veel soorten leven uit deze groep brengen juist een groot deel van hun leven door op het land.
De kokoskrab wordt verder ingedeeld bij de familie landheremietkreeften (Coenobitidae, deze groep van deels op het land levende heremietkreeften wordt wel beschouwd als de hoogst ontwikkelde vorm. Het geslacht waartoe de kokoskrab behoort, Birgus, is monotypisch; het is de enige beschreven soort. Er zijn geen fossiele soorten beschreven die worden toegewezen aan het geslacht.

## Verspreiding
Het verspreidingsgebied van de kokoskrab strekt zich uit over een zeer groot gebied, van westelijk langs de oostkust van Afrika in de Indische Oceaan en noordwaarts via de Golf van Bengalen tot oostwaarts in delen van Indonesië tot ver in delen van de Grote Oceaan, oostwaarts tot Samoa en Tuvalu. Verreweg het grootste deel van het areaal bestaat uit de zee waar de larven en juvenielen leven, alleen op de landgedeelten van de verschillende eilanden en kuststreken van dit verspreidingsgebied, welke een zeer klein deel uitmaken van het oppervlak, zijn de volwassen krabben te vinden.
De kokoskrab komt voor in delen van Afrika, Australië en Azië en leeft in de landen Amerikaans-Samoa, Australië, Christmaseiland, Cookeilanden, Fiji, Filipijnen, Frans-Polynesië, Guam, India, Indonesië, Japan, Kiribati, Maleisië, Marshalleilanden, Micronesia, Nauru, Caledonië, Niue, Noordelijke Marianen, Palau, Papoea-Nieuw-Guinea, Samoa, Seychellen, Salomonseilanden, Taiwan, Tanzania, Thailand, Tokelau, Tonga, Tuvalu en Vanuatu.
De krab komt niet overal algemeen voor, in grote delen van het verspreidingsgebied gaat de soort in aantal en verspreiding achteruit. In meer geïsoleerde delen van het verspreidingsgebied, waar weinig tot geen menselijke activiteiten zijn kan het dier hogere populatiedichtheden bereiken. Een voorbeeld van een dergelijk locatie is de Caroline-atol. Het totale aantal volwassen exemplaren wereldwijd wordt geschat op ongeveer 150.000.

## Uiterlijke kenmerken

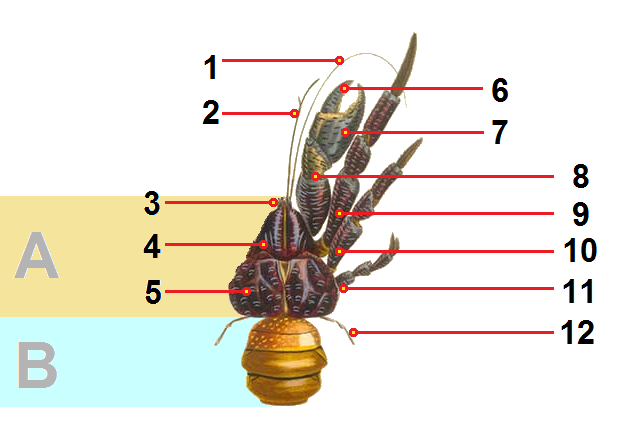
Lichaamskenmerken van de kokoskrab, de linkerpoten zijn weggelaten.

De kokoskrab kan een lichaamslengte van ongeveer 30 centimeter bereiken, de mannetjes worden beduidend groter dan de vrouwtjes. Het is hiermee de grootste op het land levende kreeftachtige, het gewicht kan oplopen tot 4 kilogram en de spanwijdte van de poten kan tot een meter bedragen. Wat betreft gewicht en afmetingen is de kreeft het grootste ongewervelde landdier ter wereld. De lichaamskleur verschilt per populatie, zo zijn er geeloranje gekleurde exemplaren en ook blauwpaarse varianten komen voor.
De kokoskrab heeft een kop die duidelijk van de achterzijde is te onderscheiden door de spitse vorm en met name de verschillende uitsteeksels. De ogen bestaan uit vele facetten en het geheel wordt een samengesteld oog genoemd. Zoals bij de meeste kreeftachtigen staan de ogen op steeltjes. Bij de kokoskrab zijn de oogstelen kort en blijven ze van boven gezien grotendeels verborgen onder de kop. De kop draagt twee paar uitsteeksels. Het buitenste paar uitsteeksels vormt de antennes en is lang en dun. Het binnenste paar wordt antennules genoemd en is dikker, korter en vertakt aan het einde. Beide soorten uitsteeksels bestaan uit verschillende segmenten en hebben een zintuiglijke functie. Ze worden gebruikt als tastorgaan en bevatten ook chemosensorische zintuigcellen waarmee de kreeft kan ruiken.
Het lichaam van de kokoskrab is deels samengesteld; bij de kreeftachtigen is de kop (cephalon) gefuseerd met het borststuk (thorax) en het geheel wordt het kopborststuk of cephalothorax genoemd. Een dergelijke lichaamsbouw komt ook voor bij spinachtigen zoals de echte spinnen, en juist nooit bij een aantal andere geleedpotigen zoals de insecten. De cephalothorax beslaat het grootste deel van het lichaam en is aan de bovenzijde voorzien van een plaat die de voorzijde beschermt en op de achterzijde is een dubbele plaat aanwezig die de bredere achterzijde van het kopborststuk bedekt.
Het kopborststuk draagt vijf potenparen aan de onderzijde. De poten bestaan steeds uit dezelfde segmenten, maar deze kunnen per poot verschillen van vorm. Het voorste potenpaar is het opvallendst, omdat het laatste segment omgebouwd is tot twee tangachtige delen. De klauw wordt de chela genoemd en bestaat uit een groot, onbeweeglijk deel van de poot, de pollex, en een beweeglijk scharnierend deel, waarmee de kreeft objecten kan vastpakken, dat het dactyl wordt genoemd. De scharen zijn voorzien van sterke spieren en kunnen krachtig samentrekken, ze kunnen een knijpkracht van 90 kilopascal hebben. De scharen spelen een belangrijke rol bij de voeding, ze worden gebruikt om prooien uit een spleet te peuteren en om harde zaden te kraken, zie ook onder voedsel. Tijdens het eten wordt met de grootste schaar een brok voedsel vastgehouden en met de kleinere schaar worden hier kleinere delen vanaf genomen die naar de monddelen worden gebracht. Een klimmende kokoskrab gebruikt zijn scharen om zich te ankeren door het substraat vast te grijpen.
Het tweede en derde potenpaar zijn gelijkvormig en worden gebruikt als de belangrijkste looppoten. De looppoten zijn de langste poten, ze eindigen in een verharde, spatelvormige punt. De looppoten zijn net als de scharen voorzien van een harde bepantsering.
Het vierde potenpaar wordt door de kokoskrab ook gebruikt om te lopen, maar is aanmerkelijk kleiner. Dit paar poten is duidelijk gedegenereerd en wordt meer gebruikt om het lichaam voort te duwen dan om daadwerkelijk mee te lopen. Bij andere heremietkreeften, die in een leeg slakkenhuisje leven, wordt het vierde en vijfde potenpaar gebruikt om het lichaam vast te ankeren in het slakkenhuis. Het vijfde potenpaar heeft bij de kokoskrab geen echte functie meer. Het is te weinig ontwikkeld om een rol bij de voortbeweging te kunnen spelen en deze poten worden onder het schild verborgen gehouden.
Het achterlijf van de kokoskrab is relatief klein en plat, het wordt onder het kopborststuk geklapt zodat het beter is beschermd. Het achterlijf bevat belangrijke organen van de kreeft zoals de geslachtsorganen en is relatief kwetsbaar omdat het pantser er dun is. Enkele verharde platen verstevigen het achterlijf. Het achterlijf van de vrouwtjes draagt drie paar pootachtige structuren die pleopoden worden genoemd. De pleopoden worden gebruikt om de eieren vast te houden, ze zijn hiertoe sterk veervormig vertakt zodat het dragend oppervlak wordt vergroot.

## Levenswijze

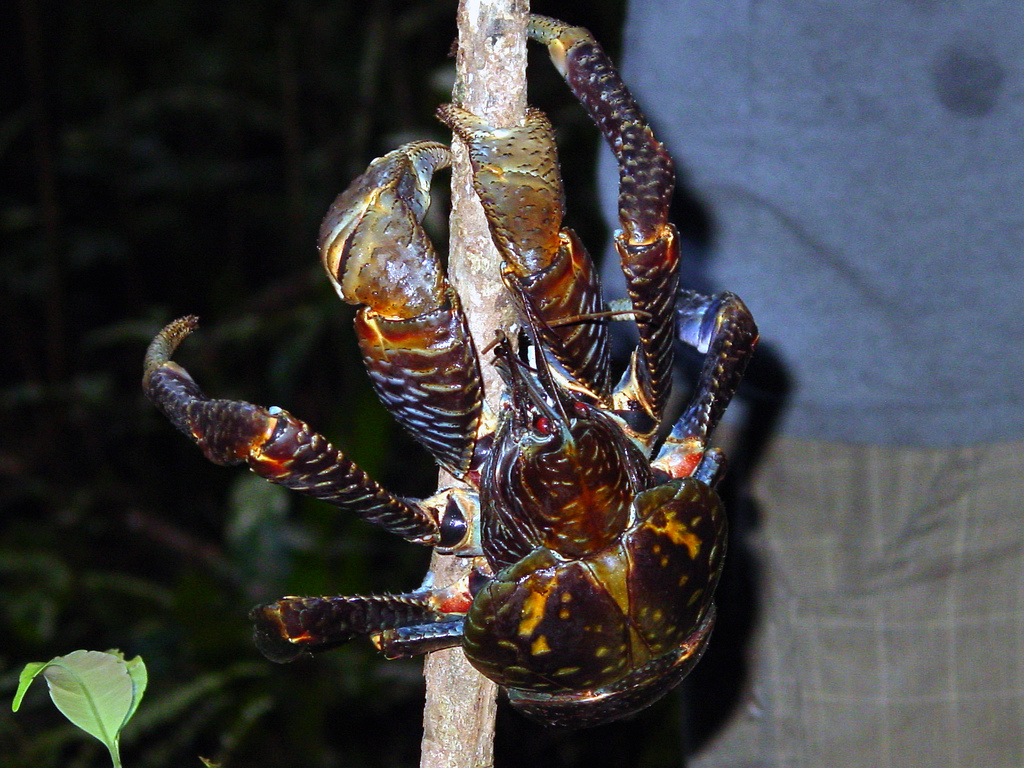
Kokoskrabben kunnen goed klimmen.

De kokoskrab leeft solitair en zoekt alleen in de voortplantingstijd een partner op. De kreeft graaft holen in de bodem en komt daarom alleen voor in gebieden met zandgrond of ander los substraat. Ook houdt de kreeft zich vaak schuil in bomen en tussen boomwortels. Het lichaam is net als alle kreeftachtigen gevoelig voor uitdroging vanwege de kieuwen die altijd vochtig moeten blijven. De landbewonende kokoskrab gebruikt ook oppervlaktewater en is tot zes kilometer uit kustlijn aangetroffen. De krab wordt gezien als een van de best op het landleven aangepaste kreeftachtigen.
Terwijl vrijwel alle heremietkreeften een slakkenhuis met zich mee dragen, doen kokoskrabben dit niet; dit is een belangrijk verschil met vrijwel alle andere vertegenwoordigers van deze groep. Zo'n slakkenhuis bemoeilijkt de voortbeweging van de dieren in vergelijking met andere kreeftachtigen, maar heeft ook voordelen. Heremietkreeften zijn goed beschermd tegen roofdieren, het huisje dempt de natuurlijke temperatuurfluctuaties en er kan een voorraad zout water worden meegedragen in de schelp. Het slakkenhuis helpt zo tegen uitdroging, waar landbewonende kreeftachtigen zeer kwetsbaar voor zijn, omdat ze kieuwen hebben. Met zo'n huisje kunnen heremietkreeften verder van het water naar voedsel zoeken. Omdat de kokoskrab geen huisje gebruikt, graaft het dier holen waarin het zich verschuilt, de vochtige holen zorgen er voor dat de kreeft niet uitdroogt.
De kokoskrab klimt in bomen om zich te verstoppen of om vruchten te bemachtigen. De kreeft heeft geen vast territorium maar beweegt zich heen en weer tussen een aantal vertrouwde plaatsen. Uit onderzoek is gebleken dat de krab binnen een tijdsbestek van 24 uur een afstand van 500 meter kan afleggen.

### Voortplanting

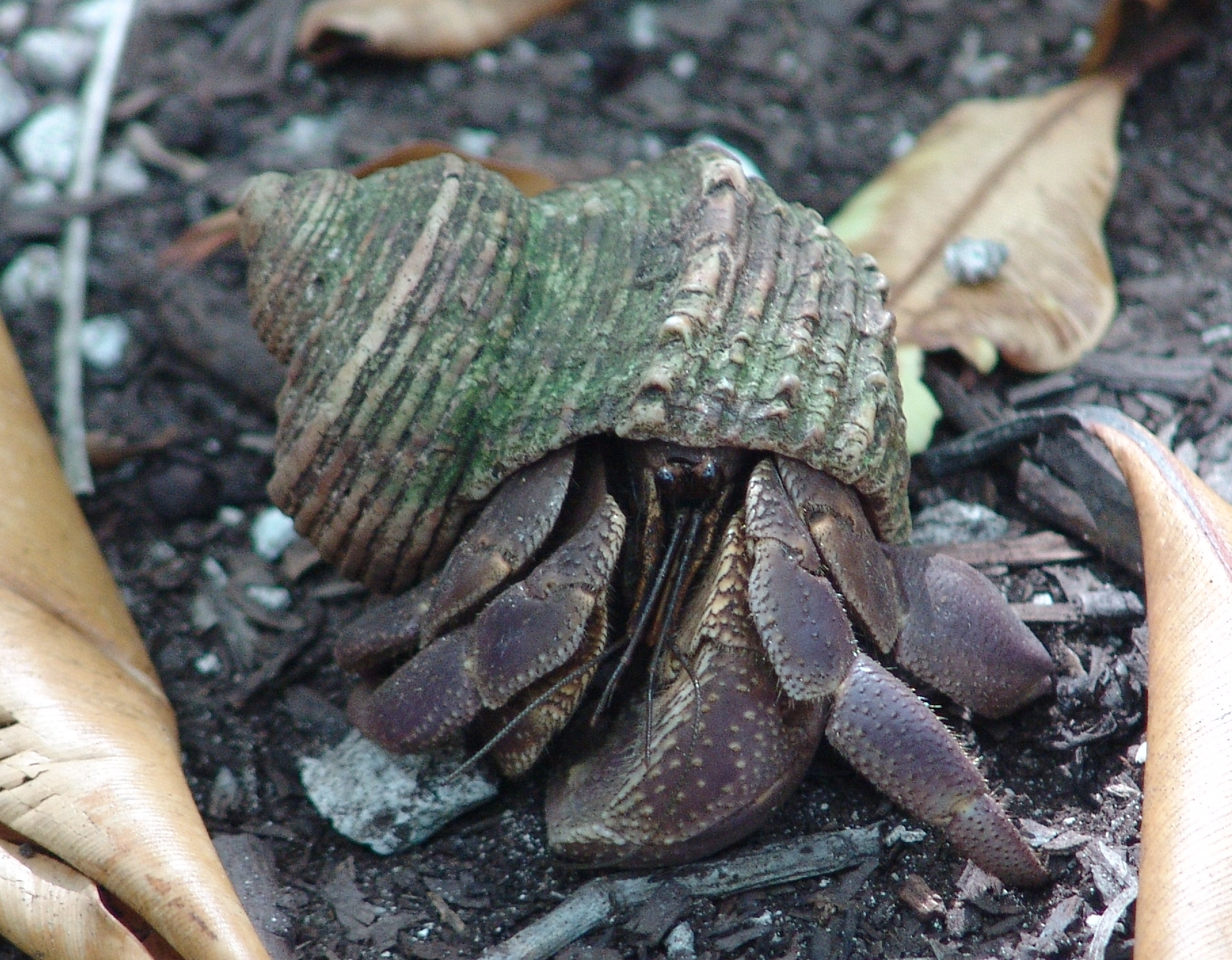
Juveniele kokoskrabben gebruiken nog een slakkenhuis als bescherming.

De op het land levende kokoskrab is zoals vrijwel alle kreeftachtigen afhankelijk van zeewater voor de voortplanting. Het nageslacht kan zich alleen ontwikkelen in zee, in de voortplantingstijd trekken zowel de mannetjes als de vrouwtjes daarom naar de kust. Hier vindt de paring plaats waarbij het mannetje zijn sperma afgeeft bij het vrouwtje. Bij de meeste heremietkreeften duurt de paring enige tijd maar bij de kokoskrab is het een snelle gebeurtenis. In tegenstelling tot andere kreeftachtigen kent de kokoskrab geen paringsritueel. Na de paring verlaat het mannetje de kuststreek en gaat terug naar het land. Het vrouwtje echter blijft een tijdje in de buurt van de kustlijn, ze graaft een hol en houdt zichzelf en haar eieren vochtig tot de embryo's voldoende zijn ontwikkeld en op uitkomen staan. In deze periode worden vrouwtjes in grote groepen waargenomen.
De eieren worden op de buikzijde gehouden met behulp van drie gespecialiseerde pootjes, die de pleopoden worden genoemd. Ze hebben een vorm die op een veer lijkt. De vorm van de eiermassa doet denken aan een spons en bestaat uit ongeveer 100.000 eitjes. Als de larven op het punt van uitkomen staan loopt het vrouwtje het water in en schudt de eieren van haar lijf. Ze doet dit altijd 's nachts en maakt hierbij gebruik van de golven die haar lichaam overspoelen. De eitjes komen in het water terecht waarna ze direct uitkomen; de larven laten zich met de zeestroming meevoeren.
In zee levende kreeftachtigen kennen uiteenlopende aantallen larvestadia. De larven van de verschillende kreeftachtigen worden zoealarven genoemd. Zelfs de verschillende stadia binnen één soort kunnen er zeer verschillend uitzien. Ieder larvaal stadium eindigt in een vervelling, waarbij de huid openbarst en een grotere en vaak meer gecompliceerde versie van de larve verschijnt. De zoealarven van de kokoskrab zijn klein en lijken op garnaaltjes. Hun typisch garnaalachtige, langwerpige lichaam is gekromd en heeft aan de voorzijde een duidelijk pantser. De poten zijn goed zichtbaar. De larven van de kokoskrab maken onderdeel uit van het fytoplankton en drijven op open zee vlak onder het wateroppervlak. Ze leven van deeltjes die in het zeewater zweven zoals algen. Een groot deel van de larven gaat verloren door predatie van grotere dieren of omdat de larven de verkeerde richting op drijven onder invloed van zeestromen en de wind.
De zoealarve kent vier stadia, waarbij de larve zich gedurende zijn ontwikkeling steeds lager in de waterkolom begeeft. Als alle zoealarvenstadia zijn doorlopen vervelt de larve tot een glaucothoe, dit is een tussenvorm van de zoealarve en de juveniele kreeft. Het glaucothoe stadium duurt 21 tot 28 dagen, de glaucothoelarve heeft al kleine schaartjes aan de voorpoten, de larve zweeft niet in het water maar zoekt de beschutting van de bodem op.
Ook de glaucothoe vervelt ten slotte en uit de vervellingshuid komt de juveniele kreeft tevoorschijn. De jonge kreeft heeft een lichaamslengte van vijf tot tien millimeter maar lijkt anatomisch al sterk op de volwassen dieren. De juvenielen zoeken slakkenhuisjes op om het achterste deel van het lichaam te beschermen. De juvenielen vervellen regelmatig, het oude pantser wordt hierbij afgeworpen en het nieuwe exoskelet is nog zacht wat de dieren zeer kwetsbaar maakt voor vijanden. De jonge kreeft zoekt voor de vervelling een schuilplaats op, de vervelling kan tot een maand in beslag nemen. De oude huid wordt opgegeten om de voedingsstoffen te recyclen. Jonge exemplaren houden zich de eerste tijd schuil in een oud slakkenhuis maar bij een leeftijd van enkele jaren wordt het huisje definitief verlaten en verhardt het kwetsbare achterlijf. Het achterlijf wordt aan de onderzijde tegen het kopborststuk geklapt als bescherming.
De gemiddelde maximumleeftijd van de kokoskrab in het wild is niet precies bekend, schattingen lopen uiteen van dertig tot meer dan veertig jaar. De maximale leeftijd wordt zelfs op meer dan 50 jaar geschat. In vergelijking met andere geleedpotigen is dit een zeer hoge leeftijd, de meeste soorten leven slecht enkele maanden tot enkele jaren als volwassen dier.

### Voedsel

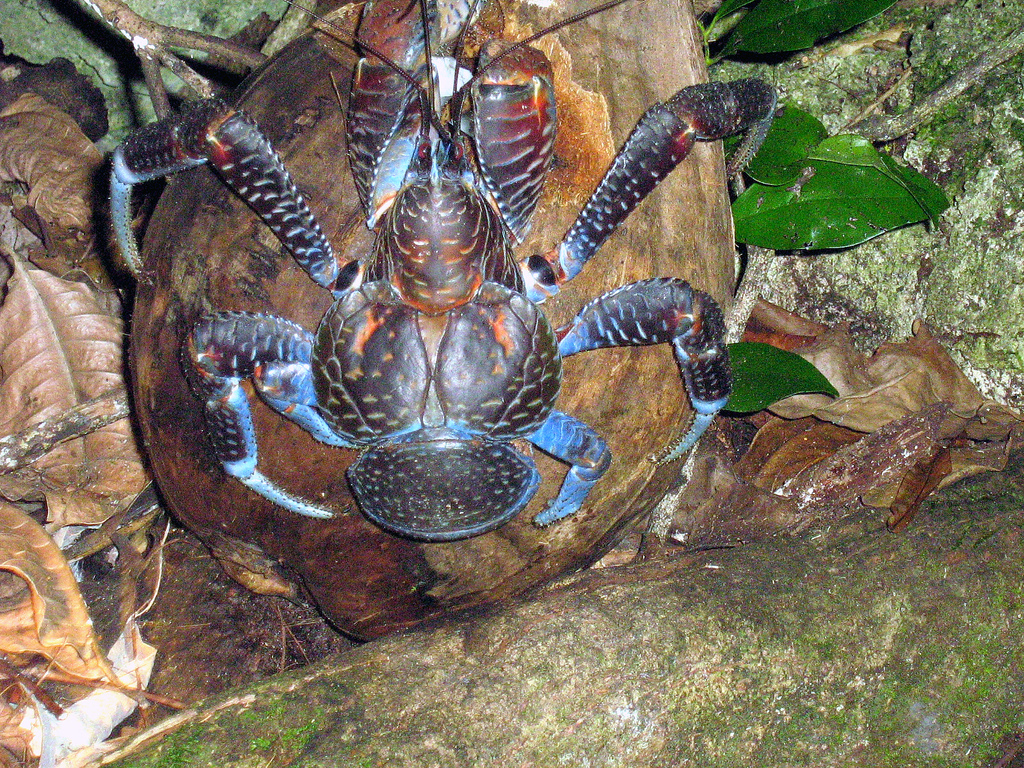
Een kokoskrab uit Niue eet van een kokosnoot.

De kokoskrab is een omnivoor die vooral plantendelen eet maar ook dode dieren en uitwerpselen niet versmaadt en soms actief jaagt op kleine dieren. De kokoskrab leeft vooral van plantaardig materiaal zoals afgevallen rijp fruit, zaden en bladeren van verschillende planten. Met name de vetrijke zaden zijn gewild, de kokoskrab verwijdert vaak de zachte buitenlaag om bij het zaad te komen. Planten waarvan de zaden worden gegeten zijn onder andere de soorten Pandanus elatus, Calophyllum inophyllum, Cocos nucifera en Aleurites moluccana (kemirinoot).
Van de kokoskrab wordt wel beweerd dat het dier met zijn scharen keiharde kokosnoten kan kraken. De kreeft is wel in staat om de zware noten los te maken van de palm. Hiertoe wordt de taaie steel waarmee de noot aan de boom hangt doorgeknipt. De noot valt op de grond en de kreeft pelt de stugge huid van de noot. Hij begint steeds bij het zwakste deel; de 'ogen' of kiemopeningen van de noot. Hier is de harde schil van de noot erg dun. Rottende kokosnoten worden zacht en zijn daardoor makkelijker te openen. De kokosnoot wordt dus niet tussen de scharen geklemd en gekraakt zoals veel wordt beweerd. Wel worden kleinere harde zaden met de scharen gekraakt, voorbeelden zijn de noten van de Aleurites moluccana en de Calophyllum inophyllum. De scharen zijn ook zo sterk dat ze gewichten kunnen oplichten tot 28 kilogram.
De kokoskrab jaagt soms actief op prooidieren, zoals kleine krabben. Er is beschreven dat Gecarcoidea natalis en Cardisoma hirtipes werden buitgemaakt en gegeten. Dergelijke prooidieren worden achtervolgd of zelfs uitgegraven door de kokoskrab. Ook jonge zeeschildpadden worden gegeten indien de kans zich voordoet.
De kokoskrab beschikt over een goed ontwikkeld digestief systeem dat een relatief grote hoeveelheid voedselreserves op kan slaan. Een volwassen exemplaar kan hierdoor tot een jaar zonder voedsel. Water is echter onontbeerlijk; door het gebruik van kieuwen als ademhalingsorganen moet de kreeft altijd over water beschikken of zich in een vochtige omgeving ophouden, vaak een ondergronds hol.

### Vijanden en verdediging
Jonge kreeften hebben als vijanden ratten en varkens. Zelfs sommige insecten kunnen een jonge kreeft doden, bijvoorbeeld mieren zoals de Hazewindmier, die ook wel bekend is als de "crazy yellow ant" (gekke gele mier).
Volwassen kokoskrabben hebben geen natuurlijke vijanden meer en worden enkel door de mens gedood en gegeten. De kokoskrab zal proberen te vluchten bij gevaar en is gevoelig voor trillingen van de bodem. Bij een confrontatie met een mogelijke vijand worden de grote scharen getoond en eventueel gebruikt. Een volwassen kokoskrab kan de aanvallen van de grootste vijanden prima afweren.
De kokoskrab vormt geen fysieke bedreiging voor de mens, zolang het dier met rust wordt gelaten. De kreeft is niet giftig en zal bij een confrontatie liever vluchten dan aanvallen. Als een kreeft wordt lastiggevallen worden de scharen omhoog geheven om af te schrikken. Indien de kreeft wordt opgepakt zal het dier met de scharen pijnlijk knijpen, waarbij met gemak een teen of vinger kan worden gebroken.

## De kokoskrab en de mens

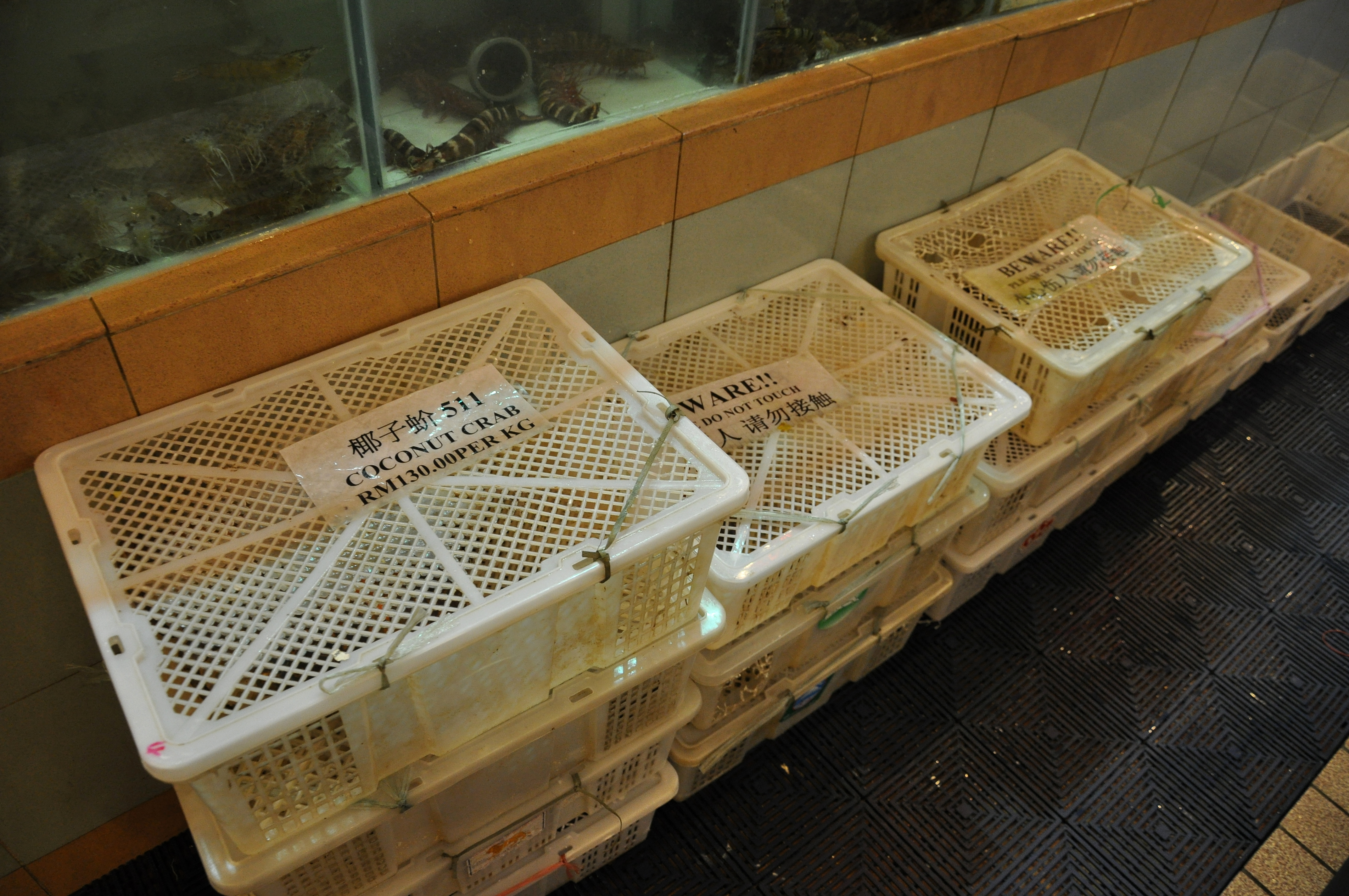
Kokoskrabben worden gevangen voor consumptie en in kratten vervoerd.

De kokoskrab duikt in de literatuur op vanaf 1705, als een beschrijving in het boek Amboinsche Rariteitkamer door Georg Everhard Rumphius. Ook William Dampier had de krab al opgemerkt tijdens zijn reis rond 1688. In veel oude beschrijvingen wordt al vermeld dat de kreeft zeer gewild is om zijn vlees.
De kokoskrab zoekt soms de mens op en begeeft zich onder andere in tuinen en in vuilnisbakken op zoek naar voedsel. Door de grootte en de felle lichaamskleuren vallen de dieren echter duidelijk op.
De kokoskrab wordt in delen van zijn verspreidingsgebied bedreigd, maar de internationale natuurbeschermingsorganisatie IUCN heeft de bescherming van de kreeft de status gegeven van Data Deficient of DD, wat betekent dat er onvoldoende informatie voorhanden is om de juiste beschermingsstatus te bepalen. Ondanks de achteruitgang van een aantal populaties is de kokoskrab geen beschermde diersoort en staat niet op de Rode Lijst van de IUCN.
De kokoskrab wordt op verschillende manieren bedreigd door de mens. De vernietiging van de habitat van de volwassen dieren is een belangrijke oorzaak. Het verspreidingsgebied van de kreeft heeft hiermee te maken; de kokoskrab komt alleen voor langs de kust van tropische eilanden. Hier vindt vaak kustontwikkeling plaats zoals het bouwen van hotels en het aanleggen van stranden om het toerisme te stimuleren. Hierdoor gaat de habitat van de kreeft verloren.
Een van de grootste bedreigingen is het vangen van de kreeften voor consumptie, het eten van de dieren die door de lokale bevolking als bushmeat wordt gezien. Het vlees van de kokoskrab wordt gezien als delicatesse, de smaak is vergelijkbaar met die van garnalen en kreeft. Het vlees wordt tevens beschouwd als een afrodisiacum en zou een lustopwekkende werking hebben. De kreeft wordt soms gevangen en verkocht als opgezet exemplaar of levend als 'exotisch huisdier'. De kreeft is echter – zeker door een leek – moeilijk in leven te houden. Omdat het tientallen jaren duurt voordat de dieren geslachtsrijp zijn, is de soort kwetsbaar voor overbejaging. Om de kreeft te beschermen zijn in delen van het verspreidingsgebied maatregelen genomen zoals het vaststellen van vangstquota en verbod op het vangen van de dieren in de voortplantingstijd. De jonge kreeften worden vooral bedreigd door dieren die door de mens zijn geïntroduceerd, zoals ratten.